# Antón de Luna
Antonio de Luna y de Jérica, más conocido como Antón de Luna (fallecido en Mequinenza, Aragón, 1419), fue un noble aragonés, señor de Almonacid, Loarre, Morés, Pola y Rueda. Se le conoce principalmente por su papel de cabecilla en Aragón del bando que apoyaba la candidatura al trono del conde Jaime II de Urgel. 

## Familia
Cabeza de la línea primogénita de los Martínez de Luna, una de las ramas principales de la casa aragonesa de Luna, fue el único hijo varón de Pedro Martínez de Luna y Saluzzo y de Elfa de Jérica y de Arborea, esta última descendiente por línea bastarda del rey Jaime I de Aragón así como del almirante Roger de Lauria. Fue, por tanto, pariente cercano de la reina consorte María de Luna y del antipapa Benedicto XIII. Tuvo dos hermanas, Beatriz (segunda esposa del conde de Cardona, Hugo Folch II) y Elfa (casada con Ot III de Moncada).
Contrajo un primer matrimonio con Aldonza de Luna y Jiménez de Urrea, fallecida en 1409. A tenor del testamento de su mujer, tuvieron dos hijas, Elfa y Beatriz. Se casó en segundas nupcias, el mismo año de la defunción de su primera esposa, con Leonor Cervelló. Algunas fuentes atribuyen a este segundo enlace una única hija, Elfa de Luna y Cervelló. Por fechas, si Elfa de Luna es fruto del primer matrimonio, es factible la noticia de su boda con Leonel de Navarra en Cortes, a principios de 1408.

## Carrera y vida política
Figuró en la embajada que en 1396 fue a Sicilia a comunicarle a Martín el Humano su elevación al trono. Al inicio del reinado de este, fue nombrado caballero. Durante las bandosidades de Aragón, dirigió al bando familiar en la lucha contra los Urrea. Este enfrentamiento entre facciones le llevó a encabezar, poco antes del fallecimiento sin descendencia de Martín el Humano en 1410, a los que apoyaban la candidatura al trono de Jaime de Urgel en el reino de Aragón y tuvo una participación señalada en las Alteraciones de mayo de ese año en Zaragoza. 

## Compromiso de Caspe
En 1411 encabezó la cuadrilla que dio muerte al arzobispo de Zaragoza, García Fernández de Heredia, uno de los principales opositores a la candidatura urgelista y a la vez principal apoyo del otro contendiente del momento, el niño Luis de Anjou (y futuro Luis III de Nápoles). Antón de Luna justificó ante las cortes catalanas el suceso diciendo que se había encontrado con el arzobispo de forma casual y que él lo había llamado aparte para hablar. Supuestamente, el encuentro se habría vuelto cada vez más tenso debido a las grandes diferencias políticas que les separaban y ambos habrían llegado a las manos, seguidos por sus respectivos criados y acompañantes. En el tumulto que siguió, Fernández de Heredia fue vencido y, ante su negativa a dejarse arrestar, fue asesinado.
Sin embargo, los embajadores que envió el reino de Aragón dieron una versión muy diferente, acusando a Antón de Luna de haber llamado al arzobispo a hablar y, aprovechando que este (confiado como estaba en la tregua oficial entre facciones) se le acercó con pocos criados, se abalanzó sobre él con sus hombres y le dio muerte por su propia mano. En cualquier caso, fue excomulgado.
Las consecuencias del asesinato del arzobispo de Zaragoza fueron, a corto plazo, un aumento de la inestabilidad social fundamentalmente focalizada en el reino de Aragón, sobre todo en el norte, donde se encontraban los dominios tradicionales de Antón de Luna, que era uno de los principales ricoshombres de la nobleza de Aragón; también hubo inseguridad en los territorios del condado de Urgel y sus alrededores; por ejemplo, las autoridades de Lérida reforzaron las defensas de la ciudad e instaron a recolectar las cosechas antes de tiempo.
El objetivo del asesinato de Fernández de Heredia era precipitar la proclamación del conde de Urgel como rey para restablecer la seguridad, pero las consecuencias fueron las contrarias a lo esperado por los urgelistas, ya que salió reforzada la autoridad de los parlamentos de Aragón y de Cataluña, y sus decisiones, que desembocarían en la Concordia de Alcañiz y el Compromiso de Caspe. Esto sucedió porque la opinión pública rechazó el crimen y tuvo una imagen negativa de Antón de Luna, a la vez que tenía en gran estima al arzobispo zaragozano. La rápida sentencia eclesiástica contra el autor de la muerte y sus hombres y, por encima de todo, la firme actuación posterior del gobernador de Aragón, Gil Ruiz de Lihorí, y del Justicia Mayor de dicho reino, Juan Jiménez Cerdán, dio más confianza en las instituciones del reino y en su parlamento, regido en gran medida por dichas autoridades. A todo ello se sumó el que no hubo pronunciamientos a favor de esta acción de los urgelistas en Cataluña.

## Últimos años
Varios meses después del Compromiso de Caspe, en el que la candidatura urgelista había sido desechada, Antón de Luna fue uno de los que convenció a Jaime de Urgel para que, traicionando el juramento de fidelidad que había prestado a quien ya era legalmente Fernando I de Aragón, se levantara en armas, aportando para la causa diversos contingentes de mercenarios ingleses y gascones (Menaut de Favars, Basilio de Génova y Angelot de Agramont), haciéndose con el control del Alto Aragón conquistando Trasmoz y Montearagón. La rebelión no contó con los apoyos esperados y acabó siendo derrotada militarmente en Castefrorite y Montearagón. Jaime de Urgel quedó sitiado en el castillo de Balaguer, pero Antón de Luna no acudió en su auxilio y permaneció en su castillo de Loarre.
Abandonado por sus mercenarios, acabó rindiendo el castillo a las tropas de Fernando I en septiembre de 1413 tras tres meses de asedio y fue desposeído de todos sus bienes. Su hija Elfa pleitearía con la corona y lograría recuperar una mínima parte de su patrimonio. Escapó a Navarra, aunque regresó después a Aragón y fue confinado en Mequinenza, donde le acogió su sobrino Guillermo Ramón de Moncada, quien consiguió su rehabilitación pública poco antes de su fallecimiento.